# Ancien cimetière de Woluwe-Saint-Lambert
Vous êtes invité à donner votre avis sur cette page de discussion, de manière argumentée en vous aidant notamment des critères d’admissibilité ou en présentant des sources extérieures et sérieuses.  
Après avoir apposé le modèle {{Admissibilité}} sur une page, suivez les étapes expliquées sur Wikipédia:Débat d'admissibilité/Aide :
| 1. | Créez la page de débat d'admissibilité.                                                                      | Sauvegardez d’abord la page pour l’initialiser puis indiquez votre motivation.                                  |
| 2. | Important : ajoutez une entrée dans la section Débat d'admissibilité du jour.                                | Utilisez ce texte : *{{L\|Ancien cimetière de Woluwe-Saint-Lambert}}                                            |
| 3. | Pensez à informer les contributeurs principaux de la page et les projets associés lorsque cela est possible. | Utilisez ce texte : {{subst:Avertissement débat d'admissibilité\|Ancien cimetière de Woluwe-Saint-Lambert}}~~~~ |

Le cimetière de Woluwe-Saint-Lambert est l'ancien cimetière de la commune bruxelloise de Woluwe-Saint-Lambert dont les enterrements ont désormais lieu au cimetière de Woluwe-Saint-Lambert situé dans la commune de Wezembeek-Oppem. 
Situé avenue du Dernier Repos, dans le prolongement de l'avenue de Toutes les Couleurs, le cimetière peut toujours être visité.

## Tombes remarquables
Un certain nombre de tombes ont été répertoriées pour la qualité de leur décor sculpté, notamment en bronze.
- Tombe Servais-Kinet[1], résistants assassinés en 1944.
- Tombe de Victor Gilsoul[2], artiste peintre.

## Personnalités enterrées dans l'ancien cimetière de Woluwe-Saint-Lambert
- Joseph Aernaut (1861-1940), peintre
- Victor Gilsoul (1867-1939), peintre
- Jules Malou (1810-1886), homme politique belge
- Louis Mascré (1871-1929), sculpteur
- Edgard Tytgat (1879-1957), peintre
- Joseph-Gérard Van Goolen (1885-1944), sculpteur